# Даница Оташевић
Даница Оташевић (Заблаће, Чачак, 5. новембар 1951) српски је новинар, писац, уредник, библиотекар и дугогодишњи директор Градске библиотеке Владислав Петковић у Чачку.

## Биографија
Даница Оташевић, рођена Поповић, рођена је у Заблаћу код Чачка 5. новембра 1951. године. Основну школу Владислав Петковић Дис завршава у родном Заблаћу. Након стеченог средњег образовања у Гимназији у Чачку, школовање наставља на Филолошком факултету (група светска књижевност са теоријом књижевности) у Београду. Дипломира 1977. године. Своју каријеру започиње као новинар. Од 1978. до 1998. године запослена је у листу Чачански глас. На месту главног и одговорног уредника Чачанског гласа налази се од 1993. до 1996. године. Од 1998. до 2016. године је на месту директора Градске библиотеке Владислав Петковић Дис у Чачку. Директор је песничке манифестације Дисово пролеће. У својству главног и одговорног уредника уређује часописе Дисово пролеће и Глас библиотеке, као и остала издања Градске библиотеке Владислав Петковић Дис. Од 2016. године је уредник издавачке делатности у Градској библиотеци Владислав Петковић Дис. Аутор је бројних новинарских текстова, монографија, прилога и стручних радова. Живи у Чачку.

## Награде
- Златни библиотекар (2003)- Емисија за културу Хит либрис - РТС
- Повеља захвалности (2008) - Библиотекарско друштво Србије